# École polytechnique

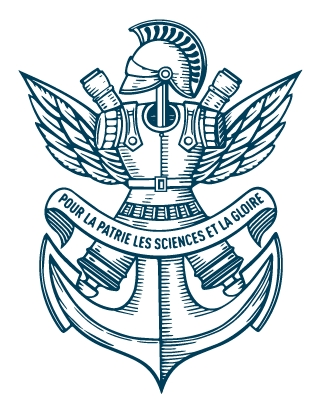
Emblema de la escuela

La École polytechnique (literalmente, Escuela Politécnica), también llamada «l’X» (AFI: [liks], «la X»), es una gran escuela de ingenieros francesa fundada en 1794 bajo el nombre de Escuela central de obras públicas (École centrale de travaux publics). Es un establecimiento público de enseñanza y de investigación bajo la tutela del Ministerio de Defensa, es un miembro fundador desde 2019 de Instituto Politécnico de París, uno de los polos de investigación y de educación superior francés.
La escuela asegura la formación de ingenieros (550 alumnos por promoción), seleccionados cada año a través de uno de los concursos de admisión más antiguos y más difíciles junto al de la École normale supérieure entre aquellos que preparan los alumnos de clases preparatorias, pero también a través de admisiones paralelas para alumnos universitarios. El diploma asociado a los tres primeros años de la formación es el de ingénieur diplômé de l'École polytechnique desde 1937; desde 2004, la formación en polytechnique dura cuatro años y un segundo diploma, llamado Diplôme de l'École polytechnique, se asocia al fin de esta formación. La École entrega igualmente el diploma de  Dóctor de l’Ecole polytechnique (desde 1985) y forma a estudiantes de máster (2004). Los polytechniciens integran mayoritariamente las empresas privadas en Francia y en el extranjero, 20 % entre ellos integran un grand corps de l'État, y un porcentaje significativo sigue en investigación a través del doctorado.
Posee un gran prestigio en el sistema de educación superior en Francia, la École polytechnique se asocia a menudo a la selectividad y a la excelencia académica. Está regularmente a la cabeza en los rankings de las escuelas de ingenieros francesas, posee el primer lugar según l’Express / L'Étudiant, el Nouvel Économiste y Challenges, el segundo lugar, detrás de Mines ParisTech, según Point. Es considerada la institución científica francesa más prestigiosa por el MIT y la Universidad de Columbia. Ocupa el lugar, 39 a nivel mundial, 6 en Europa y 1 en Francia según Times y 209 en el ranking de la universidad Jiao Tong de Shanghai (2010), 14 en el ranking internacional profesional de establecimientos de educación superior . Ocupa el lugar 330 en el ranking 2010 Ranking Web of World Universities que evaluó 12000 escuelas o universidades en función del volumen y de la calidad de sus publicaciones electrónicas.

## Historia

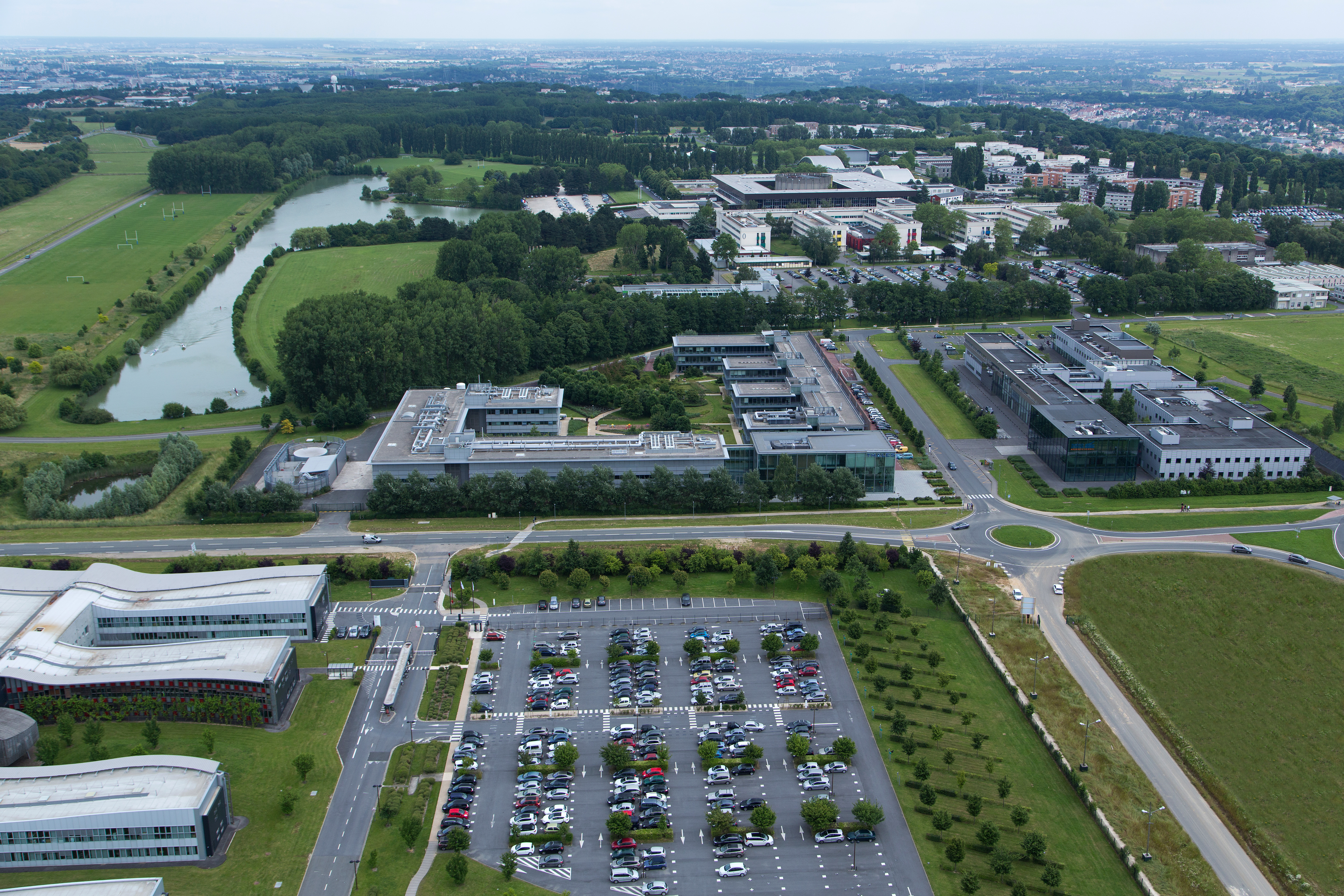
Campus de la escuela.

Al día siguiente de la Revolución de 1789, Francia se encuentra en una situación de caos y con un déficit de ingenieros y de mayores superiores: numerosos oficiales habían desertado, todas las universidades fueron cerradas como consecuencia de un decreto de la Convención Nacional y la red de transporte del país, descuidada durante varios años, necesitaba importantes mejoras y también la construcción de nuevas infraestructuras. El Comité de Salvación Pública crea una comisión de trabajos públicos, a través del decreto del 21 ventôse an II (11 de marzo de 1794). Jacques-Élie Lamblardie, Gaspard Monge y Lazare Carnot reciben la misión de organizar una nueva « Escuela central de trabajos públicos». El 7 vendémiaire an III (28 de septiembre de 1794) se crea oficialmente esta Escuela central de trabajos públicos, futura École polytechnique.
La École, instalada en el Palais Bourbon, fue inaugurada el 21 de diciembre de 1794 ante 272 alumnos ya inscritos y ante numerosas personalidades como Antoine-François Fourcroy y Joseph-Louis Lagrange. Tras una segunda sesión de exámenes, la primera promoción de 400 alumnos debía seguir una instrucción en matemáticas, física y química sobre un período de tres años, pero el establecimiento se enfrenta a numerosas dificultades: los laboratorios no estaban listos, ciertos profesores resultan ser mediocres y los primeros cursos se dictaban a veces ante no más de 30 alumnos. Claude Prieur decide entonces de reformar la École. Rebautzada «École polytechnique» por la ley del 15 fructidor an III (1 de septiembre de 1795), se traslada al hôtel de Lassay. El adjetivo «polytechnique», aparece por primera vez en un documento publicado por la misma École, Programmes de l'enseignement polytechnique de l'École centrale des travaux publics, y fue escogido para simbolizar la diversidad de las técnicas enseñadas.

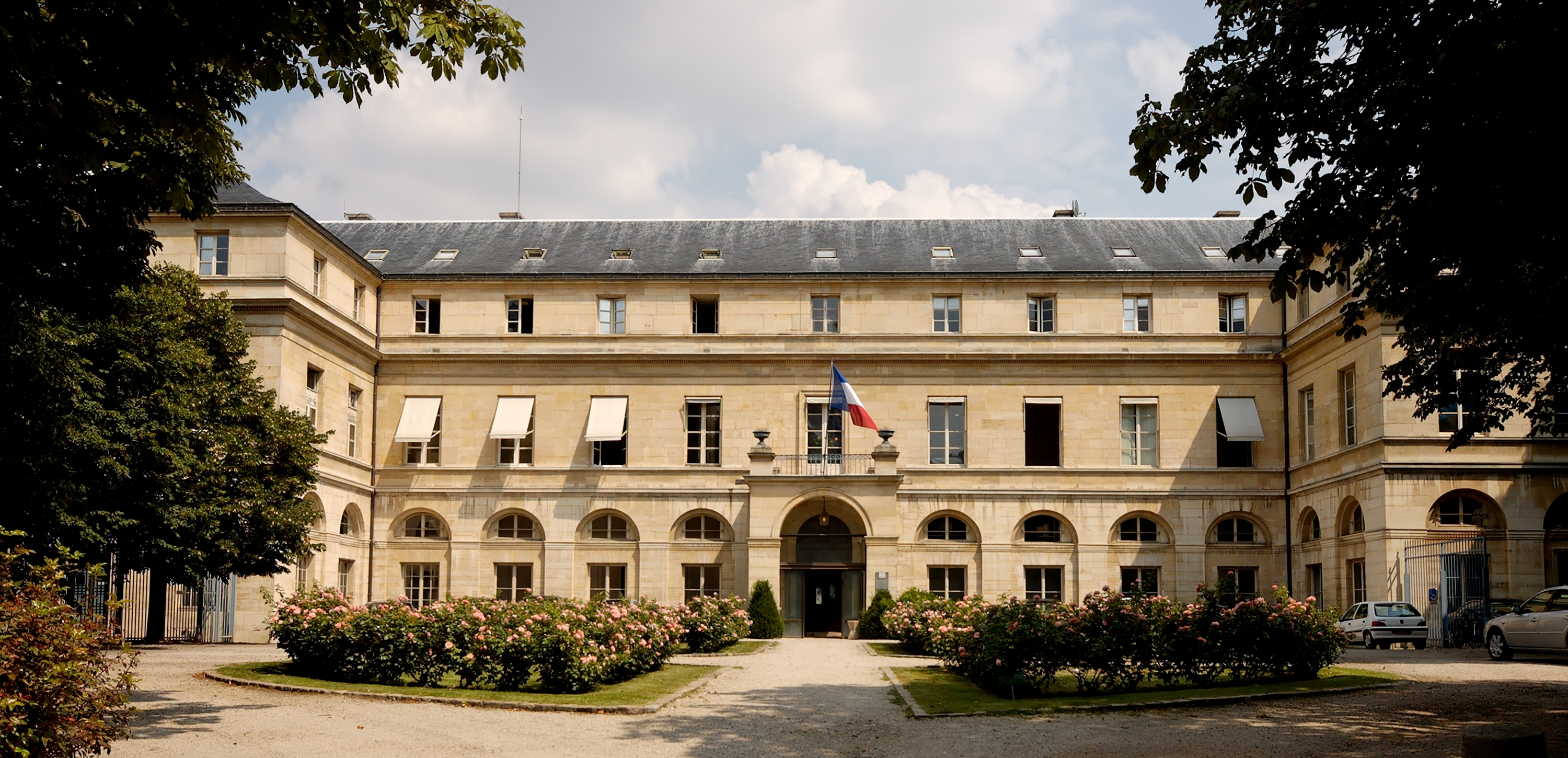
Ministerio de la Educación superior y de la investigación, ubicación de la École polytechnique de 1805 a 1976.

En 1805, Napoléon I dio a la École un estatus militar y la instaló sobre el monte Sainte-Geneviève en París, en la antigua ubicación de los colegios de Navarre, Tournai y Boncourt, hoy en día ministerio de la educación superior y de la investigación. Considerando que «es peligroso dar una formación avanzada a gente que no proviene de familias ricas», puso fin a la gratuidad de los estudios imponiendo costos anuales muy elevados y modificó las pruebas del concurso de admisión con el fin de volver indispensable el paso por los lycées, reservados a los niños de la burguesía.
El 13 de abril de 1816, la École es cerrada por indisciplina por Louis XVIII, a través de su ministro del Interior, el comte de Vaublanc. Es recreada el 17 de enero de 1817 bajo el nombre de École royale polytechnique, para luego tomar el nombre de École impériale polytechnique bajo el Segundo Imperio.
A partir de 1830, y hasta la Primera Guerra Mundial, numerosos alumnos de la École polytechnique fueron influenciados por las ideologías sansimonista y positivista. Estas ideas contribuyeron considerablemente a estructurar la economía francesa durante la Revolución industrial.
La École es llamada «X» desde la mitad del siglo XIX a causa de la insignia de la École, dos cañones cruzados, o por asimilación de la predominancia de las matemáticas en la formación de los polytechniciens.
En 1970, recibe un estatus civil manteniéndose ligada al ministerio de Defensa. Los alumnos franceses poseen estatus militar, y la École es dirigida por un general. La admisión de mujeres en esta escuela militar es autorizada desde 1972. En 1976, la École se traslada a Palaiseau (Essonne) donde ocupa actualmente un campus de 186 hectáreas con una superficie construida de 155 000 m². 3200 personas trabajan en este lugar, la mitad de ellas en el Centro de investigación.
El prestigio de la École polytechnique en el seno de la educación superior en Francia se debe a su modelo militar-aristócrata inicial, a su cuerpo de eminentes profesores, a sus reducidas promociones y a su concurso de admisión, que se encuentra entre los más selectivos de todas las escuelas de ingenieros, al origen social de sus alumnos· como también a la fuerte representación de los polytechniciens en los grands corps de l'État.
El 19 de marzo de 2009, el consejo de administración de la École aprobó la incorporación de la mención ParisTech en el logo oficial de la École, sin que esto cambie su denominación oficial.

## Alumnos

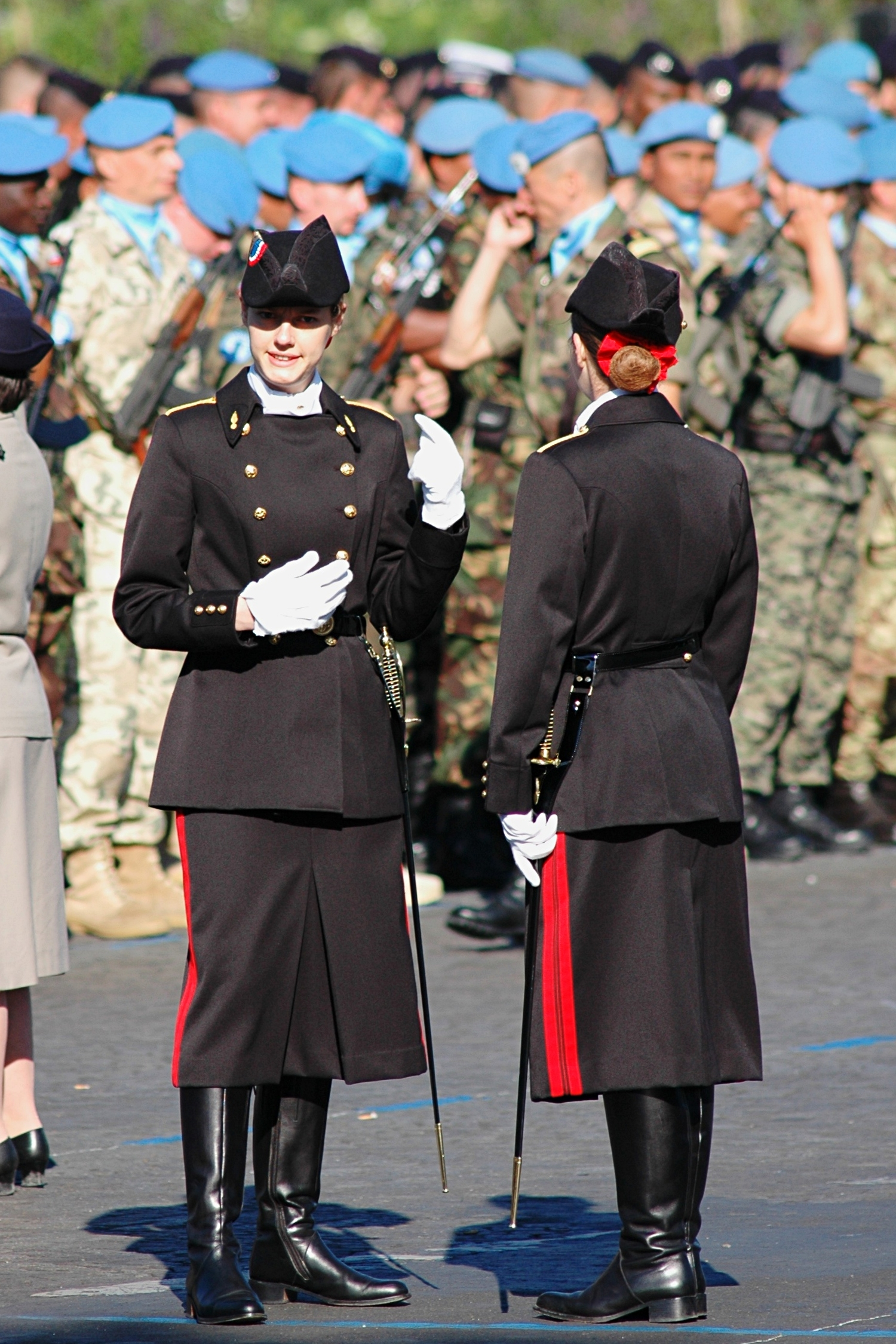
Dos alumnas en uniforme.

El campus de la École agrupa simultáneamente dos promociones de 500 alumnos ingenieros (de los cuales 100 son extranjeros) cada una, que llevan el título de polytechniciens, y 450 estudiantes de doctorado (150 cada año) y 100 alumnos de máster (50 por año). Los alumnos ingenieros franceses son en casi su totalidad reclutados por un concurso al finalizar las clases preparatorias a las grandes escuelas (CPGE) MP, PC (concurso en común con l'ESPCI ParisTech), PSI, PT y TSI. Los estudiantes que poseen ciertos problemas de salud (en particular, visuales, auditivos, motores) no son autorizados a pasar el concurso de entrada. Entre las escuelas científicas, la admisión a Polytechnique es generalmente juzgada como una de las más difíciles en razón de la baja tasa de renuncia de los admitidos. Por ejemplo, hubo solamente 42 alumnos franceses que renunciaron (alumnos escogidos que decidieron no integrar la École) en MP y PC el 2006 para un total de 331 cupos a entregar, la menor tasa junto a la de la École normale supérieure (rue d'Ulm). El 2010, la École acogió 205 alumnos provenientes de MP, 146 de PC, 48 de PSI, 10 de PT, y 5 de TSI. Más de la mitad de entre ellos proviene de lycées Sainte-Geneviève (78 élèves), Louis-le-Grand (73), du Parc (25), Hoche (25), Henri-IV(24) y Pierre de Fermat(19).
Desde el 2000 existe una vía de admisión para los alumnos en tercer año de licenciatura ofreciendo 10 cupos; el 2007, sólo 7 candidatos postularon y el único candidato admitido renunció. Los alumnos de ingeniería internacionales son reclutados ya sea por el mismo concurso que los alumnos franceses (première voie), o bien por selección basada en antecedentes y exámenes escritos y orales (seconde voie), lo que permite reclutar a universitarios internacionales. Dos cupos son propuestos a los ingenieros de nacionalidad francesa que vienen de obtener su diploma de la école Arts et Métiers ParisTech, con una medalla de oro o de plata. Las condiciones de admisión son las mismas que en las demás filières, salvo por el límite superior en edad; los candidatos deben tener menos de 23 años el 1 de enero del año del concurso.
Contrariamente a la mayoría de las escuelas de ingenieros, el año de la promoción corresponde al año de entrada y no al año de la obtención del diploma.
La selección está inspirada en el sistema de educación superior meritocrático francés: todo alumno, sin importar su situación financiera, puede acceder a las clases preparatorias a las grandes escuelas (CPGE) y por lo tanto a las mejores formaciones de educación superior. Sin embargo esta afirmación no se aplica a los estudiantes con alguna discapacidad o con ciertos problemas de salud, que no están autorizados a pasar el concurso de entrada.
Durante la creación de la École, el concurso de entrada había sido creado por la Convención nacional para evitar el favoritismo, de manera de realizar « el reclutamiento sobre la base de méritos individuales», para ser « perfectamente conformes al ideal republicano».
El éxito de los alumnos en la educación y en la continuación de sus estudios está correlacionado positivamente al medio social de sus padres, esta correlación siendo explicada por diferentes factores (condiciones de estudio, cultura del esfuerzo, etc); los alumnos de CPGE pertenecen a categorías sociales de un nivel de educación más alto que la media, y esta composición sociológica se acentúa para los alumnos de la École.
Siendo el elemento más prestigioso del sistema de educación superior francés, la École Polytechnique recibe críticas de sociólogos que evocan un mecanismo de « reproducción social». Pierre Bourdieu habla de « nobleza del Estado» para los alumnos que integran los grands corps de l'État. Para François Furet, « esta discusión dice todo sobre el futuro de la institución: el reclutamiento de los mejores bajo concurso y la ideología meritocrática, la necesidad social de las ciencias y de las técnicas y la formación de élites, la reconstitución del privilegio social por el estado bajo la apariencia de la igualdad» (prefacio de Terry Shinn, L'École polytechnique, Presses de la Fondation nationale des sciences politiques, 1980). Entre 1815-1829, poco después de su creación, 60 % de los polytec.

## Educación

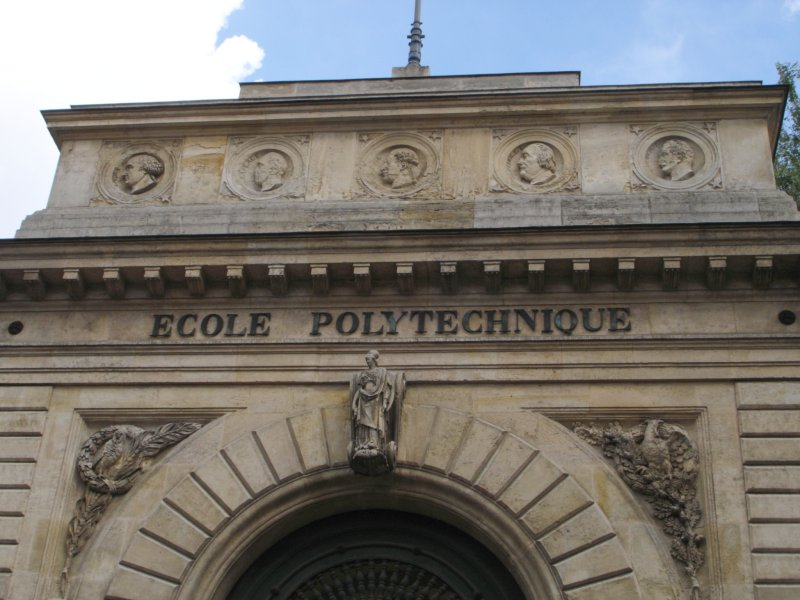
Fachada de los edificios históricos.

### Formación general
La École Polytechnique entrega a sus alumnos una fuerte cultura científica general que forma parte de una larga tradición. Durante los cuatro años de estudio, los alumnos franceses son alumnos oficiales durante la formación inicial de oficial (entre 1 y 3 meses), luego aspirantes hasta el fin de sus estudios. Salen de la École con el grado de sub-teniente.
El ciclo de formación de ingeniero se desarrolla en cuatro años:
- Año 1:
  - Formación humana y militar de septiembre a abril
  - Tronco común de mayo hasta julio
- Año 2:
  - Formación multidisciplinaria
  - Práctica de contacto humano (antiguamente práctica obrera)
- Año 3:
  - Profundización científica de septiembre a abril (elección de un área dominante),
  - Práctica de investigación.
- Año 4:
  - Especialización: en una École asociada como alumno de ingeniería clásico o como ingeniero de un corps technique de l'État, en segundo año de máster, o en una universidad extranjera (Harvard, MIT, Stanford, Oxford, Imperial College, EPFL, ETHZ, etc.).

Las materias fundamentales incluyen módulos en las siguientes disciplinas:
- matemáticas,
- matemáticas aplicadas,
- física,
- mecánica ,
- química,
- biología,
- informática
- ciencias económicas.
- inteligencia económica,
- lenguas.

La « dinámica del universo» era una materia obligatoria hasta 1968. En esta fecha, los alumnos reclamaron el reemplazo de esta materia por la enseñanza de la informática. La astrofísica sigue siendo parte de la enseñanza, perteneciendo a una de las opciones de profundización del tercer año.
Profesores destacados enseñan estos conocimientos. Entre los profesores que han enseñado en la École, se pueden citar: Laurent Schwartz (matemático, fallecido en 2002), Pierre-Louis Lions (matemáticas aplicadas), Jean Audouze (astrofísica), Alain Devaquet (química), Thierry de Montbrial (economía), Jean Salençon (mecánica de medios continuos), Nicole El Karoui (matemáticas financieras), Alain Aspect (óptica cuántica), etc.
La École polytechnique forma igualmente doctores en el conjunto de los dominios cubiertos por los 22 laboratorios de su Centro de investigación. Estas áreas se reagrupan en cinco conjuntos (Matemáticas e informática; Mecánica; Moléculas, del sólido a los seres vivos; Física; Economía y ciencias sociales). Más de 100 tesis son defendidas cada año en el seno de la escuela doctoral de la École polytechnique. Los candidatos a doctor de la École son de orígenes diversos: universidades y grandes escuelas francesas, universidades europeas y extra-europeas. Algunas de las mejores tesis defendidas cada año son distinguidas por el «Prix de thèse de l'École polytechnique».
La graduate school de la École polytechnique propone la preparación de másteres en el conjunto de materias fundamentales del establecimiento. De una duración de 2 años, estos másteres reclutan de forma que la mitad son alumnos de la École polytechnique (constituyen el tercer y cuarto año de la formación) y la otra mitad son estudiantes que provienen de otros establecimientos de educación superior franceses y extranjeros. Son, en su mayoría, organizados en cooperación con otros establecimientos de educación superior de la Île-de-France (destacando la Escuela Normal Superior de París, otras grandes escuelas del polo ParisTech, las universidades Paris 6 y Paris-Sud) o en el extranjero. Si bien la mayoría de los másteres de la École polytechnique siguen posteriormente una tesis doctoral, un cierto número (notoriamente en ingeniería de sistemas complejos, en management de la innovación o en matemáticas financieras) decide ir directamente al mundo empresarial al finalizar el máster.

### Formación deportiva
El deporte ocupa un lugar importante en la vida de las dos promociones de alumnos de ingeniería que habitan en el campus.
Los alumnos tienen 6 horas de deporte semanal y son agrupados en 15 secciones deportivas (aviron, basket-ball, badminton, equitación, escalada, esgrima, football, golf, handball, judo, natación, raid, rugby, tennis y volley-ball) que determinan las cinco compañías por promoción. Las primera, segunda, tercera, cuarta y quinta compañías componen la promoción roja (años pares), las sexta, séptima, octava, novena y décima compañías forman la promoción amarilla (años impares). Cada promoción es dirigida por un comandante de promoción (generalmente del grado de teniente-coronel) y cada compañía es dirigida por un oficial del grado de teniente, capitán o comandante. Las secciones deportivas son dirigidas por al menos un sub-oficial superior (adjudant, adjudant-jefe, mayor), que son generalmente también los entrenadores de la sección, asistidos por otros sub-oficiales y algunos entrenadores civiles.

### Formación militar

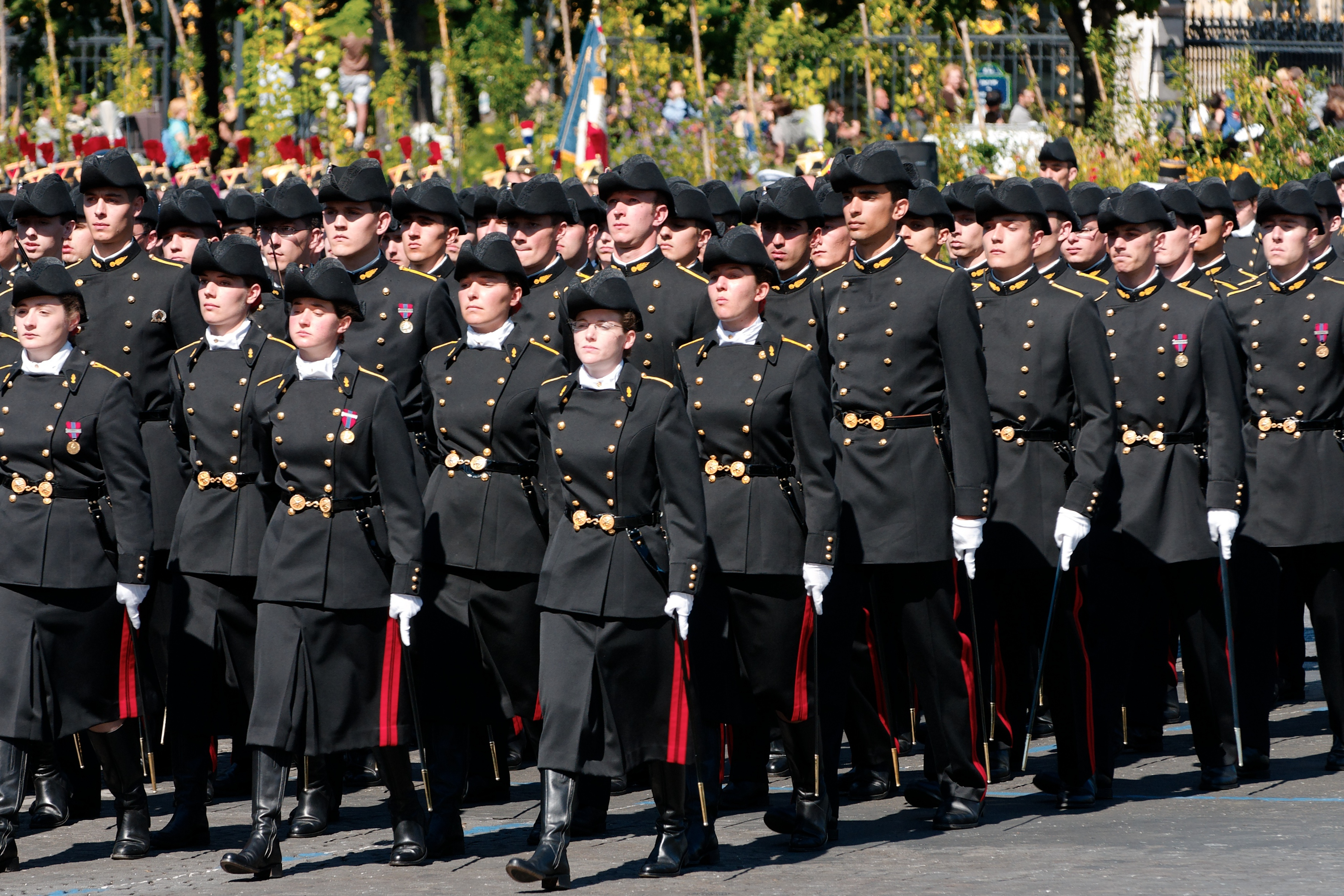
Primera cuadrilla de la École polytechnique, desfile del 14 de julio 2008 en los Champs-Élysées, París

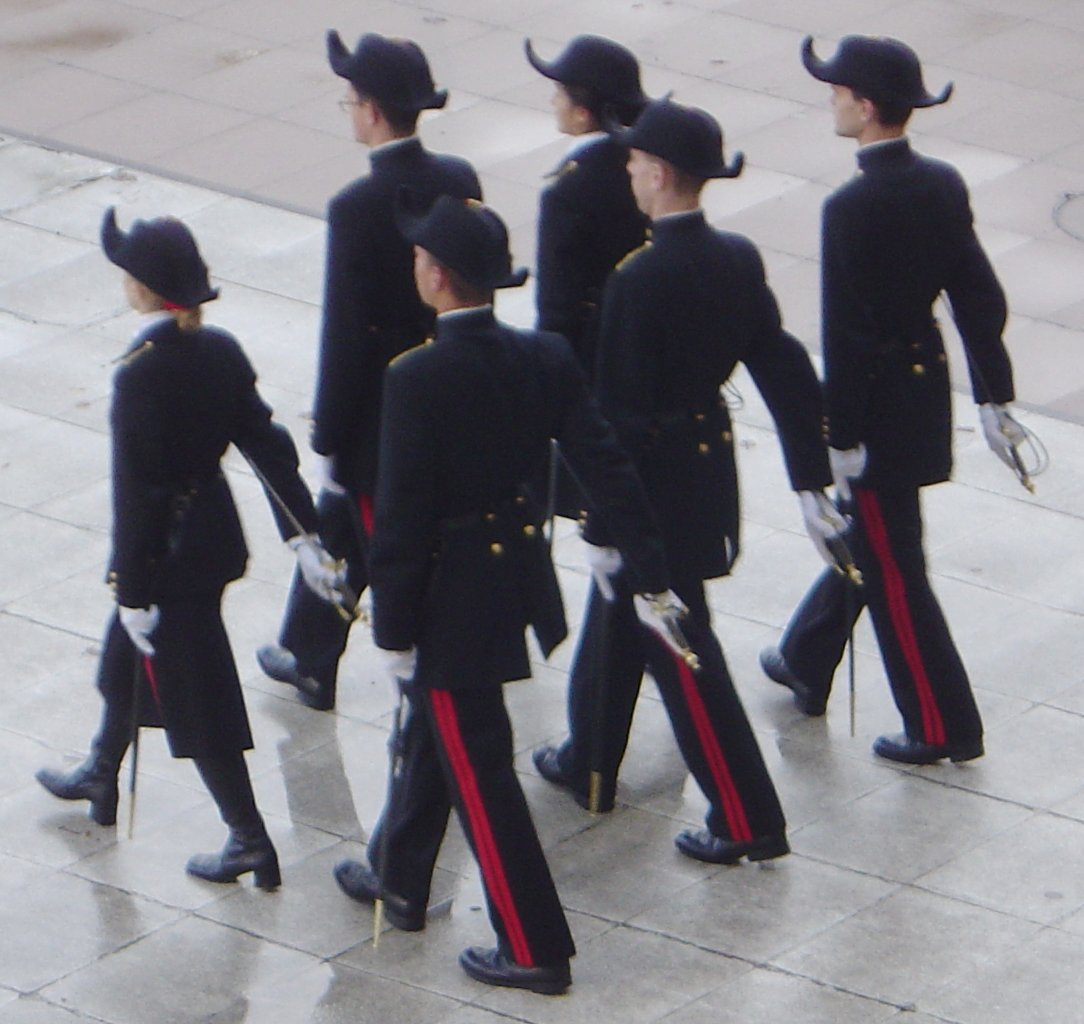
Polytechniciens marchando.

Los alumnos de l’X de nacionalidad francesa poseen un estatuto militar de oficial durante sus estudios. Debido este título, ellos reciben un sueldo. Ellos deben seguir una formación inicial de alumnos oficiales (notoriamente a La Courtine, desde 2009) y un servicio militar o civil durante su primer año de estudios (la duración de este servicio ha sido reducida a 7 meses y medio, formación inicial incluida, debido a la suspensión del servicio nacional y a la reforma « X2000» de la institución).
Todos los alumnos de ingeniería (franceses o no) poseen un uniforme específico a l’X, llamado « Gran Uniforme» (o GU). Este incluye notoriamente un bicornio y una espada (llamada tangente). Es utilizado en ceremonias militares oficiales y en otras manifestaciones como el bal de l’X. Los alumnos ya no utilizan el uniforme durante las clases, salvo en conferencias importantes donde son inivitados expositores exteriores.

### Formación en humanidades y ciencias sociales
Los alumnos reciben enseñanzas específicas obligatorias en Humanidades y Ciencias sociales, que se asemejan a cursos de cultura general. Las opciones propuestas incluyen Historia, música, arquitectura, arte, política, el mundo empresarial …
Profesores de renombre enseñan estas materias, entre ellos Alain Finkielkraut. Jean Delumeau es un ex-professor.
Desde varios años, el departamento de lenguas, culturas y comunicación ha desarrollado una serie de cursos temáticos de fuerte contenido cultural (teatro británico, cine español, civilización alemana, etc.) y ofrece cursos en 8 lenguas (alemán, inglés, árabe, chino, español, italiano, japonés, ruso). La sección de Francés ha implementado estos últimos años un medio de enseñanza de la lengua y la cultura francesa para los polytechniciens internacionales del programa de Ingeniería y para los estudiantes de másteres (cursos de literatura francesa, historia de la lengua, historia del arte, de civilización, etc.).

## Actividades de investigación, formación doctoral y de máster
La École acoge más de 20 laboratorios de investigación, en el mismo campus o en París. Estos laboratorios son todos mixtos entre la École polytechnique y grandes organismos de investigación (CNRS, CEA, INRIA, INRA…).
El Centro de investigación en gestión de la École polytechnique fue creado en 1972 y está asociado a CNRS desde 1980.

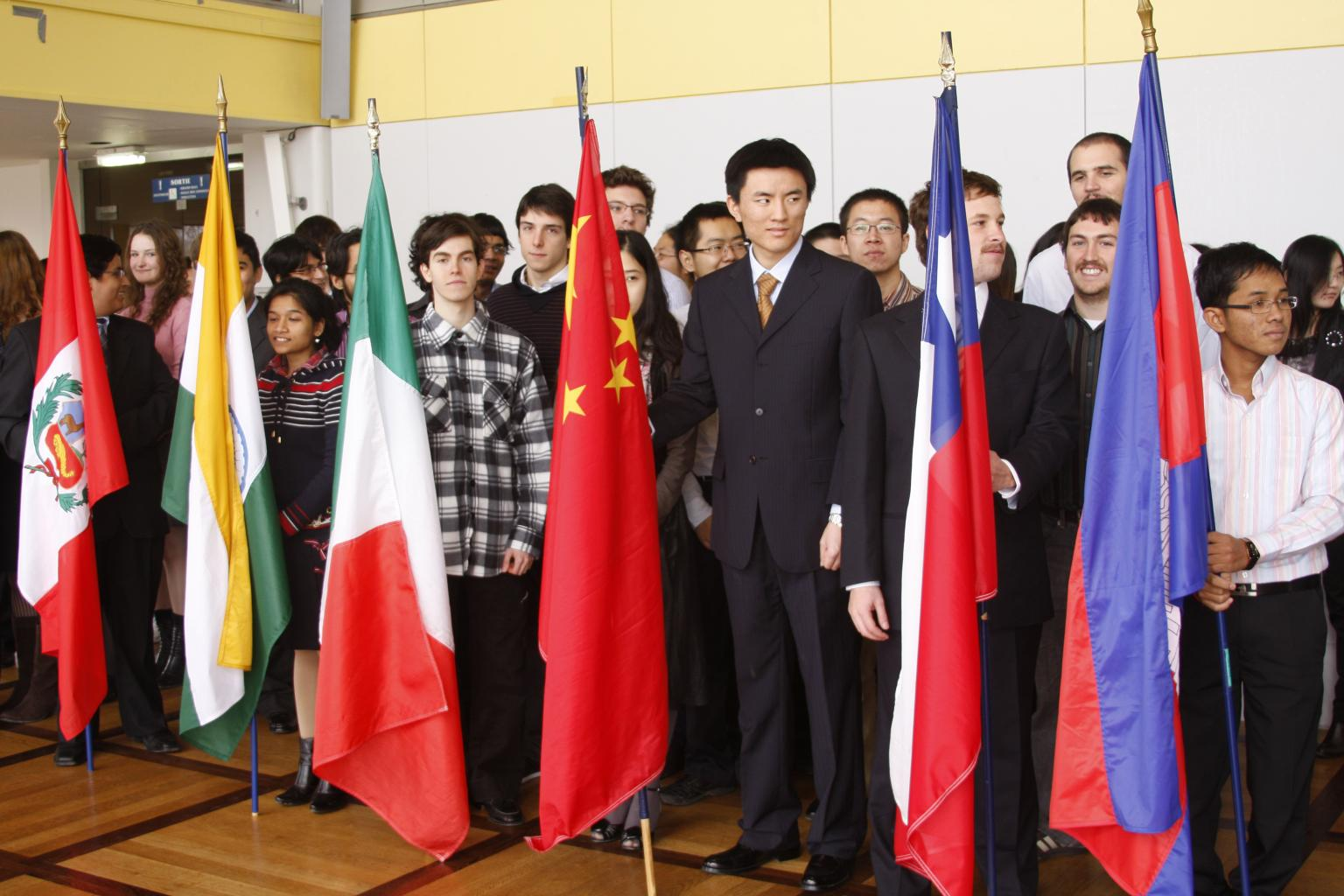
Alumnos extranjeros con sus pabellones nacionales.

En el campus se encuentran 100 estudiantes en máster y 450 estudiantes en doctorado, que son reclutados principalmente por antecedentes, complementados según la necesidad por entrevistas; aproximadamente la mitad de los alumnos de máster son alumnos del ciclo ingénieur y una parte no menor de los alumnos de doctorado provienen del cycle ingénieur o de los máster de la École. Por otra parte, 50 % de los alumnos de máster y 35 % de los alumnos de doctorado son de nacionalidad extranjera. Contrariamente a los alumnos ingenieros, los másteres y doctorados son clasificados según el año de la obtención del diploma. El término polytechnicien (sin más precisión) se asigna a los alumnos titulados de la formación polytechnicienne (cycle ingénieur, más el cuarto año desde 2004), no se aplica a los titulados de masters o doctores de la 'École.
La dirección de relaciones industriales y socios de la École polytechnique tiene por misión favorizar la innovación y de valorizar las tecnologías salidas del centro de investigación.

## Después de la École
Los polytechnicien se incorporan mayoritariamente a empresas privadas en Francia y en el extranjero, y 20 % entre ellos escoge, si su ranking de egreso lo permite, integrar un grand corps de l'État.

### Escuelas de formación complementaria
Los alumnos cursan un cuarto año de especialización en una escuela de ingeniería asociada a la École Polytechnique o en el extranjero en una universidad. Las escuelas de especialización son:
- École nationale de l'aviation civile (ENAC)[42]
- École nationale de la statistique et de l'administration économique (ENSAE ParisTech)
- École nationale des ponts et chaussées (École des Ponts ParisTech)
- École nationale du génie rural, des eaux et des forêts (AgroParisTech-ENGREF)
- École nationale supérieure de chimie de Paris
- École nationale supérieure d'électrotechnique, d'électronique, d'informatique, d'hydraulique et des télécommunications (ENSEEIHT)
- École nationale supérieure de techniques avancées (ENSTA ParisTech), qui a regroupé les anciennes écoles du Génie maritime, des Poudres, et des ingénieurs hydrographes, en ajoutant d'autres options
- École nationale supérieure de techniques avancées Bretagne (ENSTA Bretagne, ex-ENSIETA)[43]
- École nationale supérieure des télécommunications de Bretagne (TELECOM Bretagne)
- Mines ParisTech
- Télécom ParisTech
- École nationale supérieure d'informatique et de mathématiques appliquées de Grenoble (Grenoble INP - ENSIMAG)
- École nationale supérieure du pétrole et des moteurs (ENSPM)
- École supérieure de physique et de chimie industrielles de la ville de Paris (ESPCI ParisTech)
- École supérieure d'électricité (Supélec)
- Institut d'Optique Graduate School (IOGS)
- Institut des sciences et industries du vivant et de l'environnement (AgroParisTech, cursus ingénieur agronome), né du regroupement de l'Institut national agronomique de Paris-Grignon, de l'ENGREF et de l'ENSIA
- Institut national des sciences et techniques nucléaires (INSTN)
- Institut Supérieur de l'Aéronautique et de l'Espace (ISAE-SUPAERO)
- Escuela de Estudios Superiores de Comercio (HEC)
- Université Paris Dauphine, masters et doctorats en finance, mathématiques, économie de l'énergie.

### Grands corps de l'État
Los corps de funcionarios reclutan egresados de la école; los alumnos siguen igualmente una formación técnica, generalmente en una escuela de especialización, pero también, según el caso, una formación para realizar investigación, en Francia o en el extranjero:
- corps civils d'ingénieurs:
  - ingénieurs des mines (Mines ParisTech, Télécom ParisTech)
  - ingénieurs des ponts, des eaux et des forêts (ENPC, ENAC, ENSG, Météo, AgroParisTech-ENGREF)

- corps des administrateurs de l'INSEE (ENSAE ParisTech)
- corps du contrôle des assurances (ENSAE ParisTech)
- corps d'officiers des armées: armée de terre, armée de l’air (École de l'air), marine nationale (École navale), gendarmerie nationale
- corps des ingénieurs de l'armement (ENSTA ParisTech, ENSTA Bretagne, ISAE-SUPAERO).

## Politécnicos destacados

### Científicos

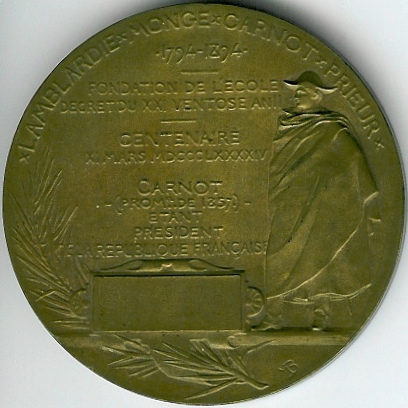
La medalla del centenario recuerda el decreto de su fundación y los nombres de cuatro fundadores: Lamblardie, Monge, Carnot, Prieur.

- Jean-Baptiste Biot (X1794), físico y astrónomo
- Louis Poinsot (X1794), matemático
- Étienne Louis Malus (X1795), físico, descubre la polarización de la luz
- Louis Joseph Gay-Lussac (X1797), físico y químico
- Siméon Denis Poisson (X1798), matemático
- Henri Navier (X1802), ingeniero hidráulico y físico (ecuación de Navier-Stokes)
- François Arago (X1803), físico y astrónomo
- Augustin Fresnel (X1804), inventor del lente de Fresnel, concibe la teoría ondulatoria de la luz
- Augustin Louis Cauchy (X1805), construye las sucesiones de Cauchy y establece criterios de convergencia asociados
- Gustave Coriolis (X1808), descubre la fuerza de Coriolis
- Nicolas Léonard Sadi Carnot (X1812), físico que enuncia los dos primeros principios de la termodinámica
- Michel Chasles (X1812), matemático
- Gabriel Lamé (X1815), matemático y físico (coeficiente de elasticidad de Lamé)
- Benoît Paul Émile Clapeyron (X1816), físico
- Joseph Liouville (X1825), matemático, pone en evidencia los números trascendentes
- Alfred de Vergnette de Lamotte (X1826), inventor de la conservación del vino a través del calentamiento y de la congelación del vin
- Auguste Bravais (X1829), físico
- Jacques-Joseph Ebelmen (X1831), químico, profesor de la école, administrador de la Manufacture de porcelaine de Sèvres en 1845
- Clément Adrien Vincendon-Dumoulin (X1833), ingeniero hydrografo miembro de la expedición Dumont d'Urville en Oceanía y en el polo austral (1837-1840), hizo el primer cálculo del la inclinación magnética permitiendo así localizar el Polo Sur magnético (23 de enero de 1838)
- Joseph Bertrand (X1839), matemático analista, construye la teoría de series y de la integración que lleva hoy su nombre.
- Charles Hermite (X1842), matemático, algebrista de excepción, se le debe avances en teoría de números, en álgebra bilineal, en estructura cuadrática e igualmente la primera demostración de la trascendencia de la constante de Neper.
- Henri Becquerel (X1872), uno de los tres descubridores de la radioactividad, premio Nobel de física 1903
- Henri Poincaré (X1873), matemático y físico, creador de una nueva rama de las matemáticas, la topología, uno de los fundadores de la teoría de la relatividad especial
- Emil Belot, (X1877), ingeniero de Manufactures de l'État, inventor, astrónomo.
- Albert Caquot (X1899), ingeniero, constructor de la aeronáutica
- Étienne Patte (X1912), decano de la Facultdad de ciencias de Poitiers, geólogo, paleontólogo, prehistoriador y antropólogo
- Edmond Malinvaud (X1942), economista, profesor del Collège de France
- Benoît Mandelbrot (X1944), descubre la ley de Mandelbrot y promotor de los fractales
- Albert Jacquard (X1945), ingeniero de Manufactures de l’État en 1948. Integra posteriormente el Institut de statistiques, donde obtuvo el diploma de ingeniero de organización y método. Actualmente célebre como genetista, ensayista y humanista.111
- Valérie Cornetet (2006), directora general del Institut polytechnique des sciences avancées

### Políticos
- Charles Dupin (X1801), matemático, economista y político
- François Arago (X1803), astrónomo, diputado y ministro de la segunda Repúblique
- Charles de Freycinet (X1846), primero ingeniero, presidente del Consejo de ministros francés.
- Sadi Carnot (X1857) — hijo de Lazare Carnot (fundador de la École), sobrino de Sadi Carnot (X1812, físico) —, presidente de la República
- Louis-Nathaniel Rossel (X1862), ministro de guerra bajo la Commune de Paris, único oficial con grado (Coronel) en reunir la Commune luego de la derrota de 1870
- Albert Lebrun (X1890), ministro de las colonias, presidente del senado, luego presidente de la República
- Jules Moch (X1912), ministro de la tercera y de la cuarta República
- Valéry Giscard d'Estaing (X1944), ministro de finanzas, luego presidente de la República, académico
- André Giraud (X1944), ministro de la Industria de 1978 a 1981, luego ministro de Defensa de 1986 a 1988
- Lionel Stoléru (X1956), expolítico, hoy jefe de orquesta, y animador de desayunos polytechniciens
- Francis Mer (X1959), político francés y jefe de empresa, ministre de l'Économie, des Finances et de l'Industrie de mayo de 2002 a marzo de 2004
- Christian Sautter (X1960), ministro de la economía, de finanzas y de la industria, de noviembre de 1999 a marzo de 2000
- Paul Quilès (X1961), ministro de Defensa en 1985, de correo, de Telecomunicaciones y del Espacio en 1988
- Alain Lipietz (X1966), economista y diputado europeo (desde 1999)
- Bruno Mégret (X1969), exdiputado, fundador del Mouvement national républicain.
- François Loos (X1973), exministro delegado a la Industria, consejero regional de Alsacia.
- Chakib Benmoussa (X1976), ministro del interior de Marruecos.
- Fabienne Keller (X1979), exalcalde de Estrasburgo.
- Nathalie Kosciusko-Morizet (X1992), ministro de la Ecología de gouvernement Fillon.

### Militares
- Louis Huguet-Chateau (X1794), general francés durante el imperio napoleónico
- Louis Eugène Cavaignac (X1820), general francés que rechazó el bastón de mariscal de Francia.
- Pierre Joseph François Bosquet (X1829), mariscal de Francia
- Pierre Philippe Denfert-Rochereau (X1842), defensor de Belfort durante la guerra franco-prusiana
- Auguste Louis (X1846), general francés, defensor de Sedán durante la guerra franco-prusiana
- Louis-Émile Bertin (X1858), matemático, inventor, ingeniero general de ingeniería marítima, creador de la marina de guerra de Japón en la era Meiji y de los arsenales de Kure y de Sasebo.
- Michel Joseph Maunoury (X1867), oficial de artillería, mariscal de Francia a título póstumo, defensor de París durante la batalla del Marne.
- Joseph Joffre (X1869), mariscal de Francia
- Ferdinand Foch (X1871), mariscal de Francia
- Émile Fayolle (X1873), mariscal de Francia
- Robert Georges Nivelle (X1876), generalísimo francés durante la Primera Guerra Mundial responsable de la fallida ofensiva de Nivelle.
- Alfred Dreyfus (X1878), oficial francés acusado erróneamente de alta traición en 1894
- Louis Bernard (X1884), general de división
- Louis-Lazare Kahn (X1914), almirante
- Honoré d'Estienne d'Orves (X1921), oficial de marina y resistente
- Jean Bastien-Thiry (X1947), teniente coronel, fusilado a raíz del atentado de Petit-Clamart contre el generall de Gaulle
- Caroline Aigle (X1994), comandante, primera mujer francesa piloto de caza